# Sítiny (Mnichov)
Sítiny (původní český název Survody, později Raušenbach, německy Rauschenbach) jsou malá vesnice, část obce Mnichov v okrese Cheb v Karlovarském kraji. Nachází se asi 1,5 kilometru jihozápadně od Mnichova. Je zde evidováno 46 adres. V roce 2011 zde trvale žilo 54 obyvatel.
Sítiny jsou také název katastrálního území o rozloze 8,68 km².

## Název
Původní název vesnice byl český a zněl Survody. Po staletí se používal jak český název Raušenbach, tak německý Rauschenbach. V roce 1948 byla ves přejmenována na Sítiny.

## Historie
První písemná zmínka o vesnici pochází z roku 1214.
Na vzniku osídlení se výrazně podílela naleziště cínové rudy, která sem přilákala německé kolonizátory. Německá vlastivěda však údaj o první písemné zmínce považuje za nevěrohodný, neboť vychází z falza z 15. století. Pravděpodobnější je proto považovat za první písemnou zmínku listinu z roku 1347, kdy klášter Teplá prodává cínový důl třem bratrům Tullingerovým. Od poloviny 14. století až do roku 1455 byla ves v soukromých rukou, poté se vrátila do majetku kláštera Teplá. V letech 1530–1547 byla vesnice zastavena Bečovu, poté až do zániku patrimoniální správy patřila k Teplé. Po druhé světové válce a odsunu německého obyvatelstva se vesnice vylidnila, došlo však k částečnému dosídlení. V průběhu druhé poloviny 20. století zanikla jihozápadní a severozápadní strana návsi a mnoho staveb, včetně hrázděných domů. Severovýchodní a jihovýchodní strana návsi si zachovala původní podobu.

## Přírodní poměry
Území vesnice leží v řídce osídlené krajině při jižním okraji Slavkovského lesa v CHKO Slavkovský les na úpatí zalesněného hřbetu, nazývaného Vlčí hřbet, s vrcholy Vlčí kámen (883 metrů) a V Boru (860 metrů). Vlastní vesnice se již nachází v geomorfologickém celku Tepelská vrchovina. V katastrálním území Sítiny se rozprostírá podstatná část přírodní rezervace Vlček. Územím protéká Mnichovský potok.

## Obyvatelstvo
Podle sčítání 1930 zde žilo v 85 domech 410 obyvatel. 408 obyvatel se hlásilo k německé národnosti. Žilo zde 402 římských katolíků a 8 evangelíků.
| Rok            | 1869 | 1880 | 1890 | 1900 | 1910 | 1921 | 1930 | 1950 | 1961 | 1970 | 1980 | 1991 | 2001 | 2011 | 2021 |
| -------------- | ---- | ---- | ---- | ---- | ---- | ---- | ---- | ---- | ---- | ---- | ---- | ---- | ---- | ---- | ---- |
| Počet obyvatel | 583  | 593  | 549  | 485  | 514  | 442  | 410  | 101  | 93   | 101  | 83   | 68   | 61   | 54   | 66   |
| Počet domů     | 81   | 84   | 84   | 83   | 82   | 84   | 85   | 62   | 22   | 22   | 22   | 26   | 32   | 33   | 35   |

## Obecní správa
Při sčítání lidu v letech 1850–1963 Sítiny byly samostatnou obcí, se kterým patřily nejprve do okresu Teplá, ale v letech 1900–1960 v okrese Mariánské Lázně a později v okrese Cheb. Od roku 1964 jsou částí obce Mnichov v okrese Cheb.

## Pamětihodnosti
- Kostel Panny Marie Pomocnice křesťanů uprostřed vesnice (kulturní památka)
- Sousoší Korunování Panny Marie (kulturní památka)
- Socha svatého Jana Nepomuckého (kulturní památka)
- Venkovské usedlosti čp. 3 a čp. 6 (kulturní památky)

## Fotogalerie

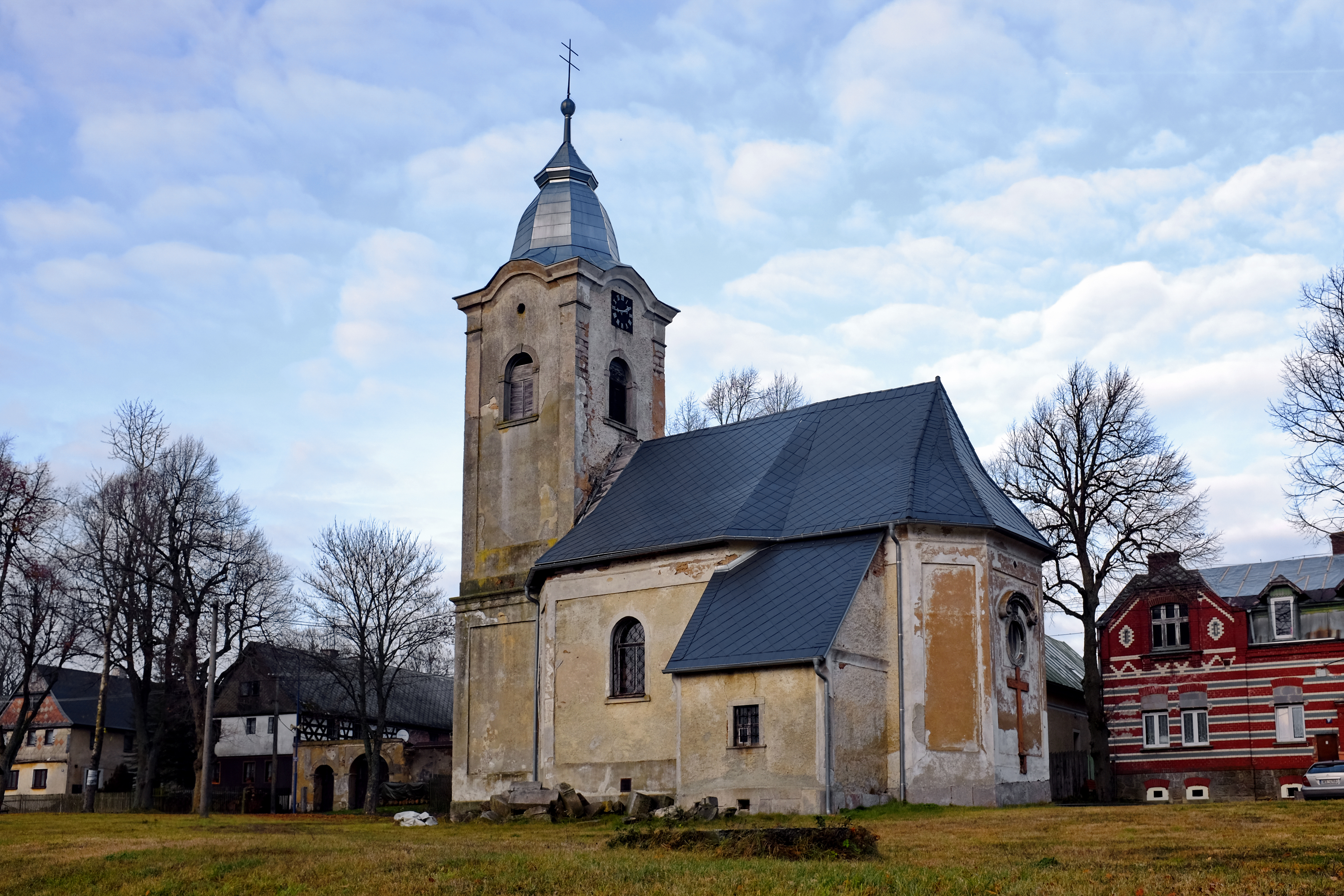
Kostel Panny Marie Pomocné
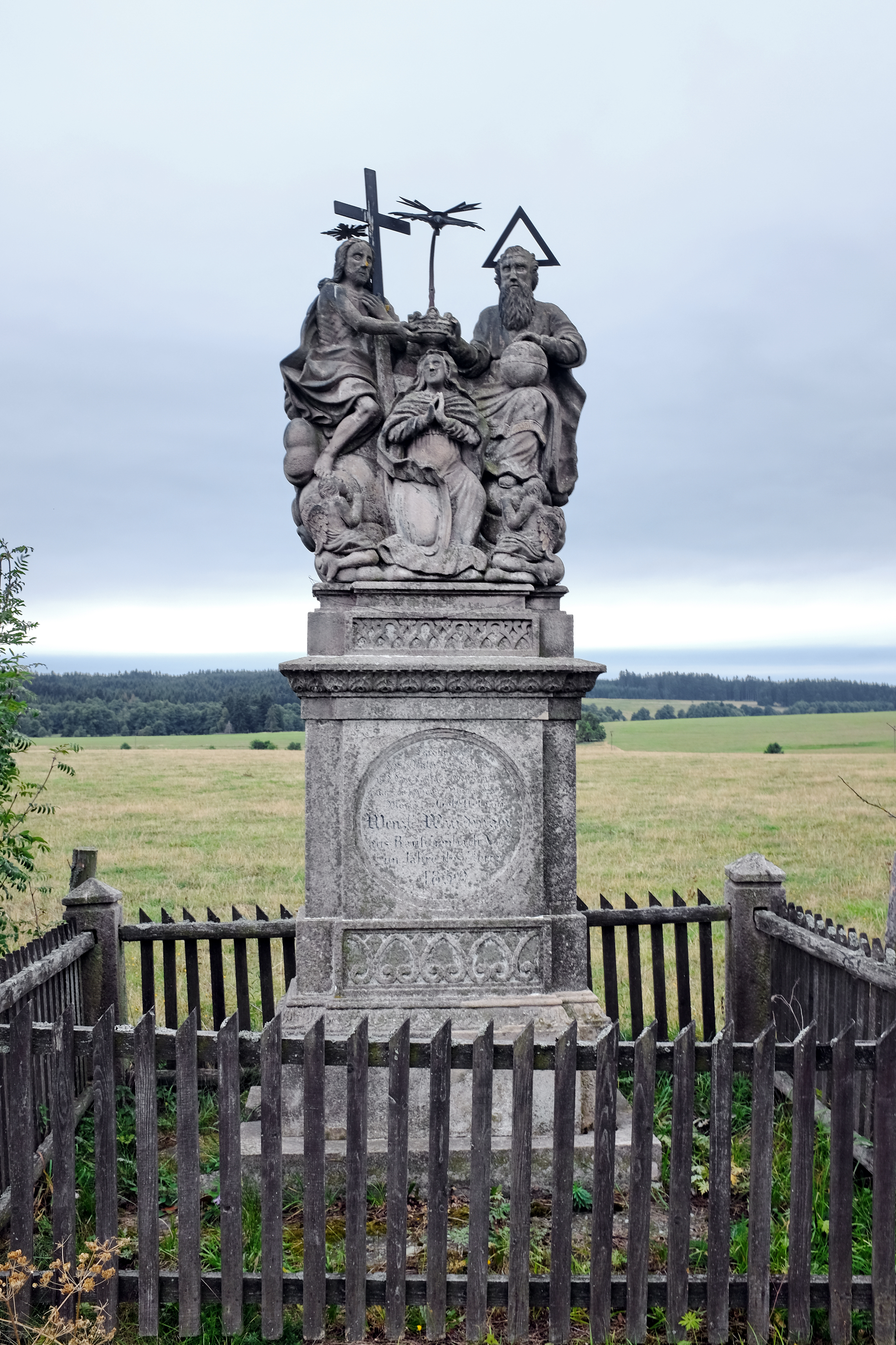
Sousoší Korunování Panny Marie
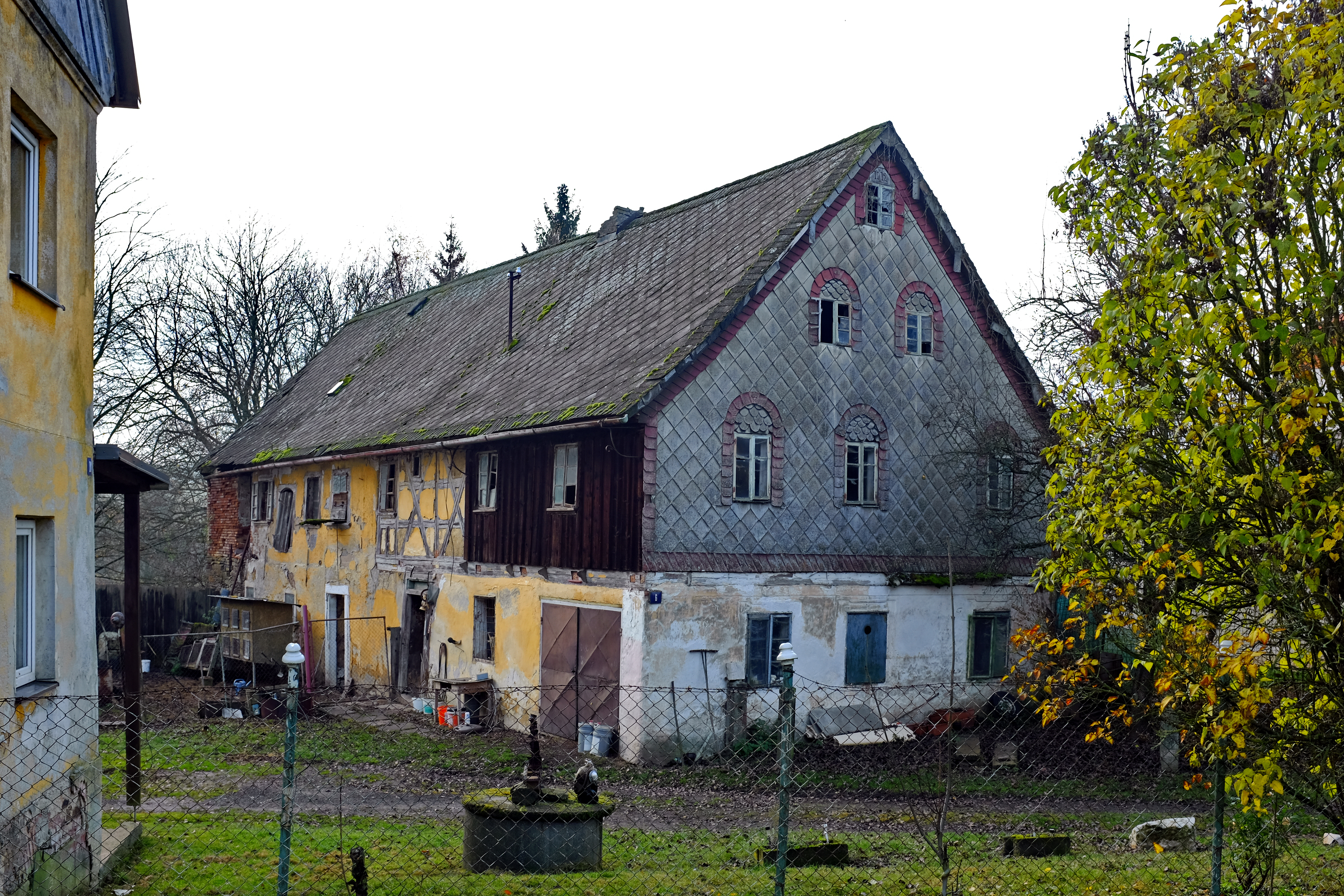
Usedlost čp. 6
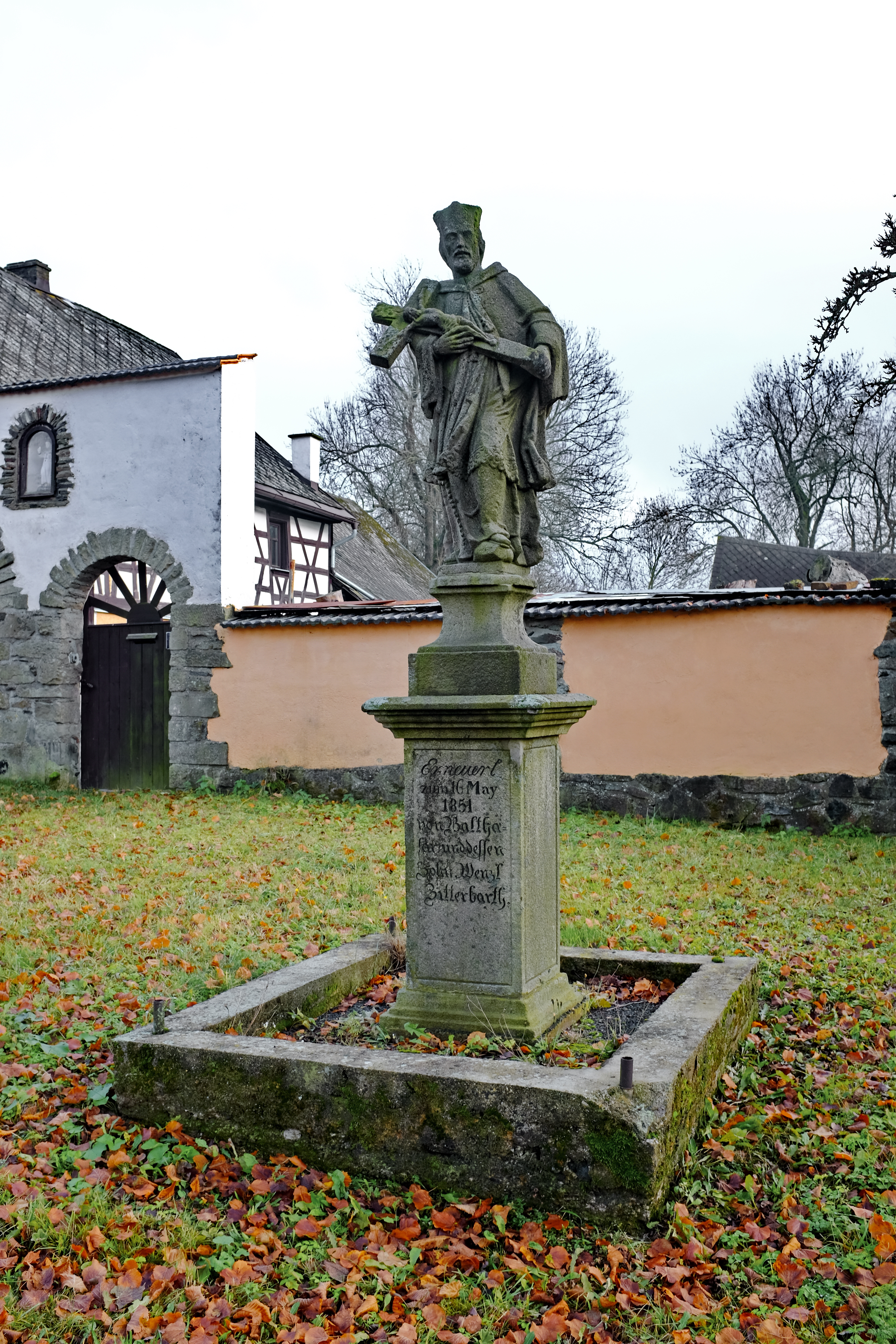
Socha svatého Jana Nepomuckého
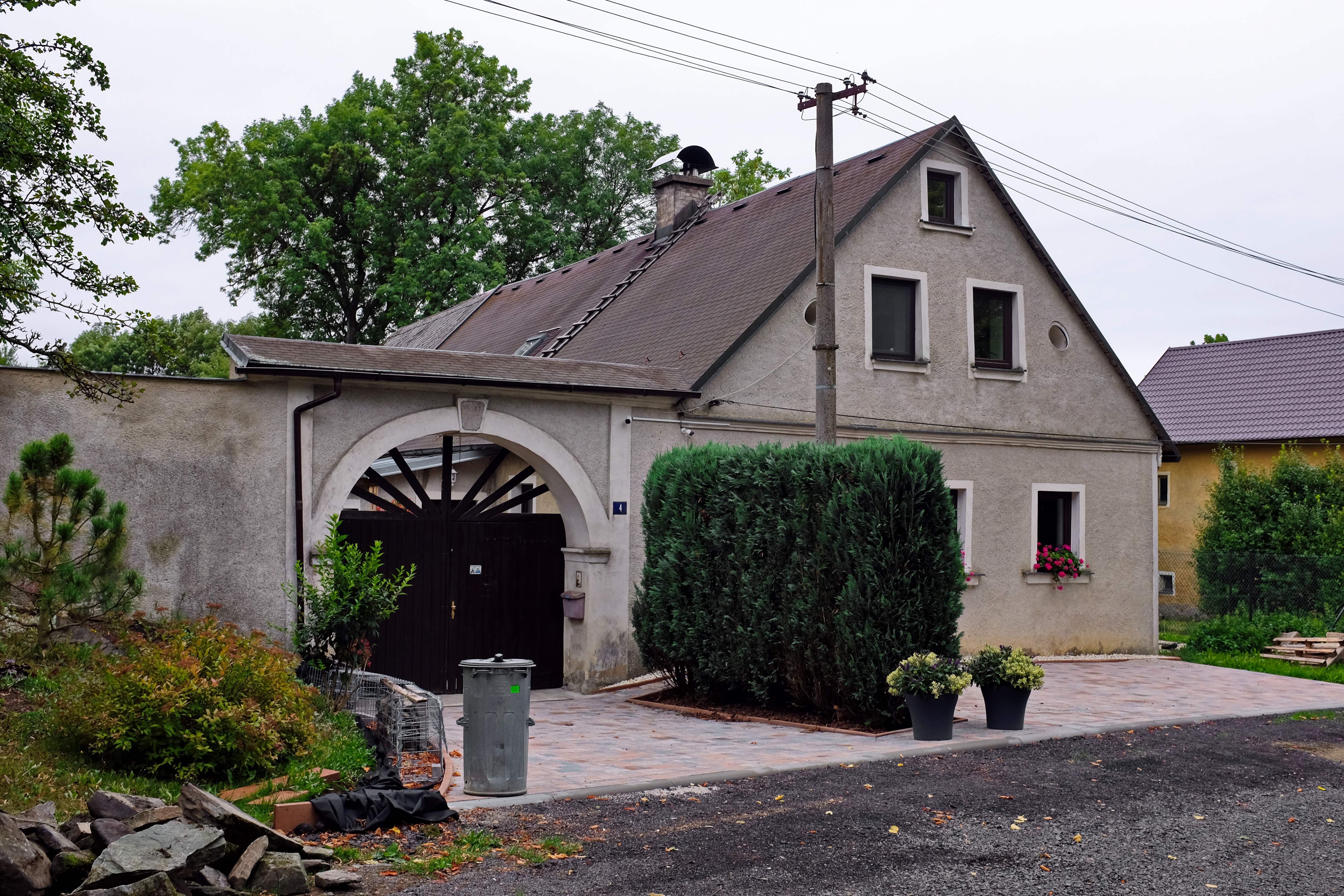
Usedlost čp. 4
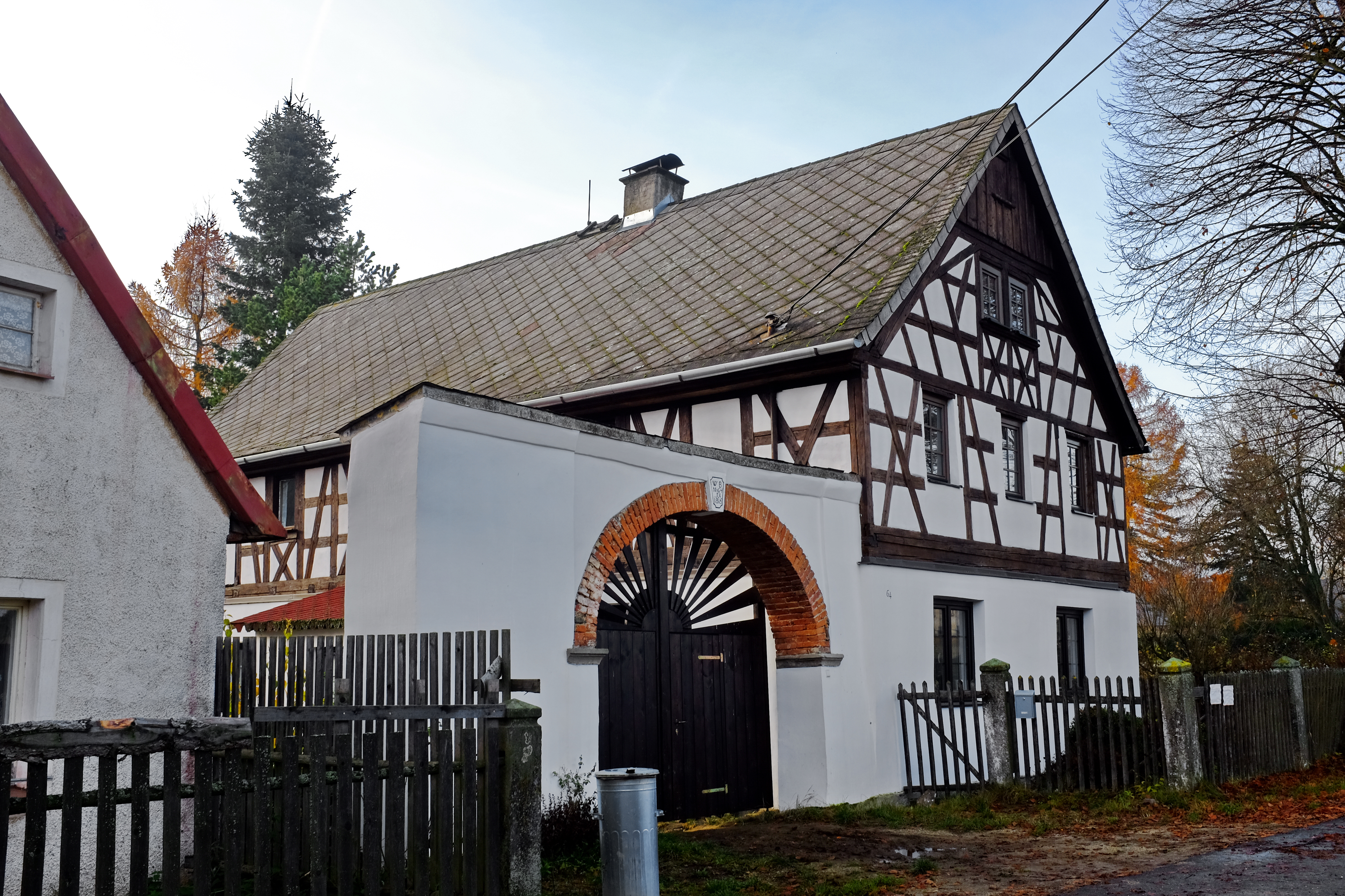
Usedlost čp. 64
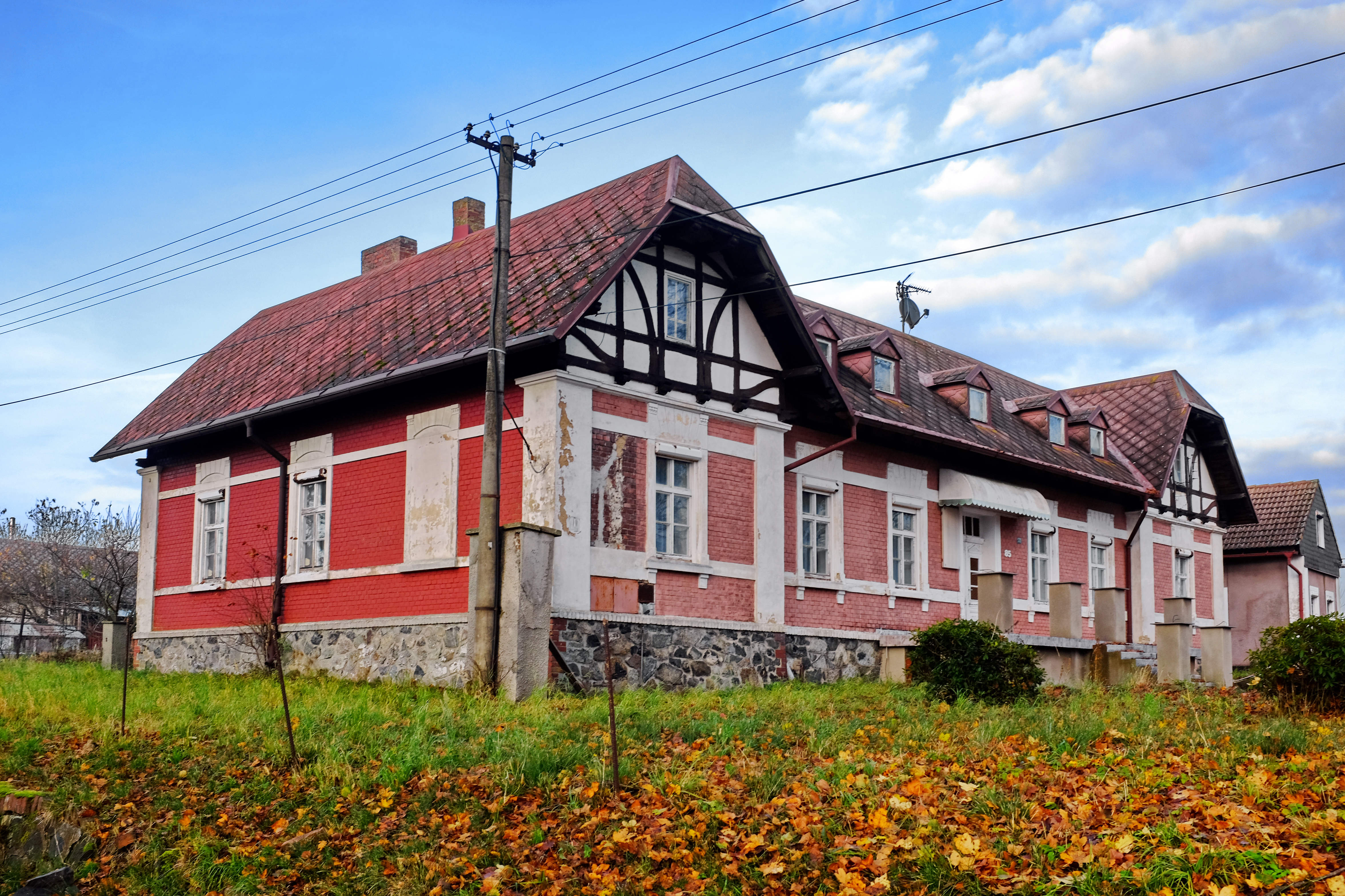
Usedlost čp. 85